# ST-506
ST-506 kallas världens första hårddisk för privat bruk i 5,25-tumsstorleken. Den byggdes av Seagate under 1980 för att monteras i den då nya persondatorn IBM PC eller dess konkurrenter Apple II och Apple Lisa. Enheten var 5,25 tum bred och "full height", alltså lika bred och dubbelt så hög som de flesta moderna CD-ROM-spelare. Lagringskapaciteten var 5 MB, rotationshastigheten på skivorna var 3600 rpm och läs/skrivhastigheten låg på 85 millisekunder. Kabeln var densamma som för diskettstationerna, skillnaden var att den hade två kablar istället för en. Styrenheten kallades för MFM. Under hösten 1981 presenterades den dyrare och identiska ST-412 med 10 MB.